# Copa EBA de Castilla y León
Desde el año 2006, la FBCyL organiza un segundo torneo autonómico, esta vez entre los distintos equipos castellanos y leoneses de la Liga EBA. Ocasionalmente, también lo disputa algún que otro equipo de 1ª Nacional.

## Palmarés
| Ed. | Año  | Campeón                   | Subcampeón                    | Resultado |
| --- | ---- | ------------------------- | ----------------------------- | --------- |
| I   | 2006 | UFC Zamora                | Carrefour El Bulevar de Ávila | Liguilla  |
| II  | 2007 | UFC INEC Zamora           | Zarzuela Maristas Boecillo    | Liguilla  |
| III | 2008 | UVA-Nodalia               | UFC INEC Zamora               | Liguilla  |
| IV  | 2009 | Juventud del Círculo      | UFC INEC Zamora               | 80-65     |
| V   | 2010 | Universidad de Valladolid | Hormigones Sierra Villamuriel | Liguilla  |
| VI  | 2011 | Grupo INEC Queso Zamorano | Fidalgo Vecino                | 85-69     |

| Equipo                    | Camp. | Subc. |
| ------------------------- | ----- | ----- |
| CB Zamora                 | 3     | 2     |
| Universidad de Valladolid | 2     | 0     |
| Juventud del Círculo      | 1     | 0     |
| Óbila CB                  | 0     | 1     |
| Zarzuela Maristas         | 0     | 1     |
| CB Villamuriel            | 0     | 1     |
| CD Virgen de la Concha    | 0     | 1     |

## Resultados

### I Copa EBA 2006
| # | Clasificación             | PJ | PG | PP | PF  | PC  | CAR   | ULE   | UVA   | ZAM   |
| - | ------------------------- | -- | -- | -- | --- | --- | ----- | ----- | ----- | ----- |
| 1 | UFC Zamora                | 3  | 3  | 0  | 238 | 181 | x     | 86-77 | x     | x     |
| 2 | Carrefour El Bulevar      | 3  | 2  | 1  | 259 | 203 | x     | x     | 87-53 | 95-64 |
| 3 | Universidad de Valladolid | 3  | 1  | 2  | 177 | 254 | 41-81 | x     | x     | 83-72 |
| 4 | Universidad de León       | 3  | 0  | 3  | 199 | 249 | 63-71 | x     | x     | x     |

### II Copa EBA 2007
| # | Clasificación         | PJ | PG | PP | PF  | PC  | ZAM   | MAR   | UBU   | PON   |
| - | --------------------- | -- | -- | -- | --- | --- | ----- | ----- | ----- | ----- |
| 1 | UFC Zamora            | 6  | 4  | 2  | 436 | 436 | x     | 84-81 | 67-56 | 68-64 |
| 2 | Zarzuela Maristas     | 6  | 3  | 3  | 448 | 440 | 97-73 | x     | 56-45 | 68-70 |
| 3 | Universidad de Burgos | 6  | 3  | 3  | 413 | 431 | 77-73 | 86-91 | x     | 79-77 |
| 4 | Ciudad de Ponferrada  | 3  | 0  | 3  | 421 | 411 | 61-71 | 82-55 | 67-70 | x     |

### III Copa EBA 2008
| # | Clasificación              | PJ | PG | PP |
| - | -------------------------- | -- | -- | -- |
| 1 | UVA Nodalia                | 2  | 2  | 0  |
| 2 | UFC INEC Zamora            | 2  | 1  | 1  |
| 3 | Zarzuela Maristas Boecillo | 0  | 0  | 2  |

### IV Copa EBA 2009
- Fase Previa

| # | Clasificación         | PJ | PG | PP | PF  | PC  | JUV   | UBU   | UVA   | ZAM   |
| - | --------------------- | -- | -- | -- | --- | --- | ----- | ----- | ----- | ----- |
| 1 | UFC Zamora            | 3  | 3  | 0  | 299 | 195 | 77-71 | 84-61 | x     | x     |
| 2 | Juventud del Círculo  | 3  | 2  | 1  | 209 | 197 | x     | x     | 56-54 | x     |
| 3 | Universidad de Burgos | 3  | 1  | 2  | 195 | 230 | 66-82 | x     | 68-64 | x     |
| 4 | UVA Nodalia           | 3  | 0  | 3  | 181 | 192 | x     | x     | x     | 63-68 |

- Tercer y cuarto puesto
  - UVA Nodalia 65-69 Universidad de Burgos
- Final
  - Juventud del Círculo 80-UFC INEC Zamora 65

### V Copa EBA 2010
- Fase previa

| # | Clasificación             | PJ | PG | PP | PF  | PC  | FID   | UBU   | UVA   | VIL   | ZAM   |
| - | ------------------------- | -- | -- | -- | --- | --- | ----- | ----- | ----- | ----- | ----- |
| 1 | Universidad de Valladolid | 4  | 4  | 0  | 277 | 249 | x     | 63-58 | x     | x     | 72-54 |
| 2 | Horm. Sierra Villamuriel  | 4  | 2  | 2  | 301 | 306 | x     | x     | 76-80 | x     | 81-74 |
| 3 | UFC INEC Zamora           | 4  | 2  | 2  | 279 | 293 | 79-75 | 72-65 | x     | x     | x     |
| 4 | Fidalgo Vecino            | 4  | 1  | 3  | 294 | 270 | x     | x     | 61-62 | 70-71 | x     |
| 5 | Universidad de Burgos     | 4  | 1  | 3  | 263 | 296 | 58-88 | x     | x     | 82-73 | x     |

### VI Copa EBA 2011
- Fase previa

| # | Clasificación             | PJ | PG | PP | PF  | PC  | FID   | MAR   | UVA   | ZAM   |
| - | ------------------------- | -- | -- | -- | --- | --- | ----- | ----- | ----- | ----- |
| 1 | Grupo INEC Queso Zamorano | 3  | 3  | 0  | 235 | 200 | x     | 72-69 | x     | x     |
| 2 | Fidalgo Vecino            | 3  | 1  | 2  | 206 | 204 | x     | x     | x     | 66-76 |
| 3 | Miguel Antonio Robleda    | 3  | 1  | 2  | 220 | 236 | 56-73 | x     | 95-91 | x     |
| 4 | Universidad de Valladolid | 3  | 1  | 2  | 228 | 249 | 72-67 | x     | x     | 65-87 |

- Final
  - Grupo INEC Queso Zamorano 85-69 Fidalgo Vecino

- Datos: Q5786873